# Péter Balázs
Péter Balázs (* 5. prosince 1941, Kecskemét) je maďarský politik, bývalý eurokomisař a od dubna 2009 do května 2010 ministr zahraničních věcí Maďarské republiky.
V roce 1963 promoval na Budapešťské škole ekonomie a do 1. května 2004, kdy jeho země vstoupila do Evropské unie, pracoval v maďarské vládě. Spolu s Michelem Barnierem byl jmenován do Evropské komise Romana Prodiho. Kromě maďarštiny mluví také anglicky, francouzsky, německy a rusky.
Stal se maďarským evropským komisařem, který zodpovídal za regionální politiku až do konce Prodiho komise 21. listopadu 2004. Jeho nástupcem na postu maďarského komisaře je László Kovács a na postu komisaře pro regionální politiku Danuta Hübnerová.